# بوتون، نورفک
بوتون یک روستا و محله مدنی در برادلند منطقه نورفک، انگلستان، در شرق ریپهام و هفت مایلی غرب آیلشام است. بر اساس سرشماری سال ۲۰۰۱، جمعیت با براندیستون ۱۰۰ نفر بود و در سرشماری سال ۲۰۱۱ به ۱۹۶ نفر افزایش یافت.
نام مکانی «بوتون» برای اولین بار در کتاب روز رستاخیز در سال ۱۰۸۶، جایی که بوتونا(Botuna) ظاهر می‌شود، روایت شده‌است. این نام به معنی «شهر یا شهرک بوتا» است.

## بومیان/ساکنان قابل توجه
- بوتون خانه کودکی استیون فرای بازیگر و نویسنده بود.